# Максюта Микола Кирилович
Микола Кирилович Максюта (26 травня 1947, Захарівка, Кіровоградська область — 1 листопада 2020) — голова адміністрації Волгоградської області у 1997 —2010 роках.

## Біографія
Батько Кирило Денисович — учасник Радянсько-німецької війни.
1965 року вступив до Миколаївський кораблебудівний інститут, який з відзнакою закінчив за фахом «інженер-механік».
З 1971 по 1995 рік працював на Волгоградському суднобудівному заводі, став у середині 1980-х його директором.
У жовтні 1995 року обрано депутатом Волгоградської міської думи від КПРФ. На першому засіданні обрано головою Думи.

### Голова адміністрації Волгоградської області
29 грудня 1996 року переміг на губернаторських виборах у Волгоградській області, набравши 50,96% голосів виборців, що брали участь у голосуванні. Його суперник, діючий губернатор Іван Шабунін, набрав 44,15% голосів. Входив до Рада Федерації другого скликання. Був членом Комітету з бюджету, податкової політики, фінансового, митного та валютного регулювання, банківської діяльності.
24 грудня 2000 року на губернаторських виборах обрано губернатором Волгоградської області на другий термін. Згідно з новим порядком формування Ради Федерації склав з себе повноваження члена Ради Федерації.
2004 року очолив робочу комісію з підготовки до святкування 60-річчя Перемоги у Другій світовій війні. У липні включено до складу Російського організаційного комітету «Перемога», головою якого був Президент РФ В. В. Путін. У новому складі оргкомітету всього чотири керівника суб'єктів Російської Федерації — Волгоградської області, Московської області, Санкт-Петербурга та Москви.
У грудні 2004 року обрано головою адміністрації Волгоградської області на третій термін. У першому турі виборів, що відбувся 5 грудня, отримав підтримку 41,42% виборців, які взяли участь у голосуванні, у другому турі, що пройшов 26 грудня, за нього проголосували 51,13% виборців.
У 2005 —2006 роках член президії Державної Ради Російської Федерації.
Відповідно до деяких джерел, Микола Максюта вийшов з лав КПРФ 2007 року.
У грудні 2009 року закінчився термін повноважень Максюти. 25 грудня 2009 року Президент Російської Федерації Дмитро Медведєв запропонував на посаду Голови адміністрації Анатолія Бровко. Кандидатура була підтримана обласною думою 29 грудня. Зі вступом на посаду Голови адміністрації області Анатолія Бровко, що відбувся 12 січня 2010 року, Микола Максюта склав з себе повноваження.

### Член Ради Федерації
З 2010 року  — представник у Раді Федерації від виконавчого органу державної влади Волгоградської області. На лютий 2011 року є членом трьох комітетів.
На початку червня 2012 року губернатор Волгоградської області Сергій Боженов продовжив повноваження сенатора Миколі Максюті. Незабаром після цього помічник Миколи Максюти Сергій Трофімов написав заяву про звільнення з займаної посади за власною ініціативою. Він висловив вдячність Миколі Максюті за досвід, отриманий за роки роботи з ним. але разом з тим вказав причини, які спонукали його залишити цю посаду, зокрема, незгоду з політикою керівництва регіоном та небажанням займати угодовську позицію з курсом губернатора Сергія Боженова.

## Родина
Одружений, має двох дітей та двох онучок. Дружина — Максюта Лідія Андріївна, дочка — Олена Міхєєва, син — Кирило Максюта, онучки — Ганна та Анастасія.

## Нагороди та звання
російські державні
- Орден «За заслуги перед Вітчизною» IV ступеню (3 січня 2007) — за великий внесок у соціально-економічний розвиток області та багаторічну сумлінну працю [15]
- Орден Пошани (22 січня 2002) — за досягнуті трудові успіхи, зміцнення дружби та співпраці між народами та багаторічну сумлінну працю [16]
- Орден «Знак Пошани» (1986)
- Ювілейна медаль «300 років Російському флоту»
- Заслужений машинобудівник Російської Федерації (24 травня 1997) — за заслуги в галузі машинобудування та багаторічну сумлінну працю [17]

інші російські
- Почесна грамота Уряду Російської Федерації (23 травня 2007) — за великий особистий внесок у соціально-економічний розвиток Волгоградської області та багаторічну сумлінну працю [18]
- Почесна грамота Уряду Російської Федерації (17 травня 1997) — за великий особистий внесок у соціально-економічний розвиток Волгоградської області та багаторічну сумлінну працю [19]
- Медаль «За зміцнення бойової співдружності» (Міноборони Росії)
- Іменний пістолет від Служби зовнішньої розвідки РФ (2007)[20]
- Почесний професор Волгоградської державної сільськогосподарської академії (2001)
- Полковник Всевеликого Війська Донського (2002)
- Академік Академії проблем якості (1996)

іноземні
- Орден Франсиско Міранди (Венесуела, 2007)
- Орден Пошани (Молдова, 2008)[21]